# ناتالیا زابولوتنایا

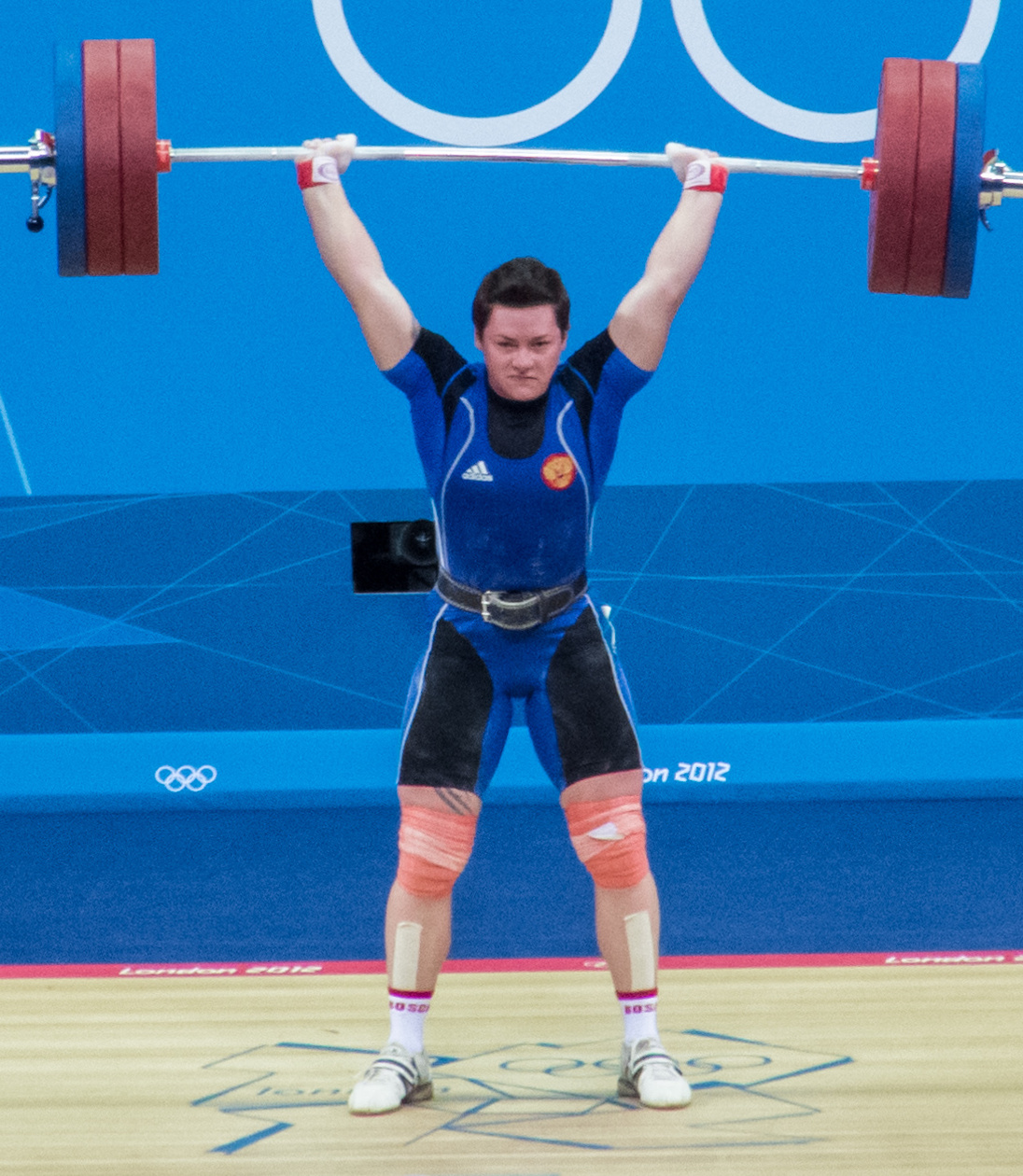

ناتالیا زابولوتنایا (به انگلیسی: Natalia Zabolotnaya) (زاده ۱۵ آگوست ۱۹۸۵) وزنه بردار اهل روسیه است.